# Rijksburcht Trifels
De Rijksburcht Trifels (Duits: Reichsburg Trifels) is een van origine middeleeuwse burcht in de Duitse deelstaat Rijnland-Palts. De burcht wordt voor het eerst genoemd in 1081. De burcht ligt boven de stad Annweiler am Trifels, in het zuiden van de Palts, op de uit zandsteen in 3 stukken gespleten Sonnenberg. Op de twee andere toppen bevinden zich nog ruïnes van 2 andere burchten, namelijk Anebos en Scharfenberg.

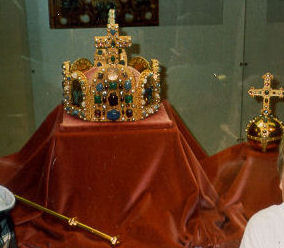
Kopieën van de keizerlijke regalia, waaronder de achthoekige kroon

Hertog Frederik II van Zwaben maakte de burcht tot de plek om de keizerlijke regalia van de keizers van de dynastie Hohenstaufen te bewaren. Tussen 1220 en ongeveer 1240 werden ze op  kasteel Wartburg bewaard. Pas in 1255 kon Roomskoning Willem II over de officiële kroningsinsignia beschikken na het veroveren van de burcht Trifels, terwijl hij in 1248 gekroond was.
Richard Leeuwenhart heeft op de burcht Trifels drie weken vastgezeten.
In de 15e en 16e eeuw nam de politieke  en militaire betekenis van de burcht af. Nadat de Burg Trifels in 1602 na blikseminslag grotendeels afbrandde,  verviel zij geleidelijk tot een ruïne. 
In de 19e eeuw, waarin nationalisme en de nostalgie naar de middeleeuwen opkwam, werd een verbod op het wegbreken van stenen uit de ruïne ingesteld. Tot een reconstructie van het kasteel kwam het pas in 1938. Het project paste binnen de toen, in Nazi-Duitsland geldende Blut und Boden-ideologie van het nationaalsocialisme. De herbouw was van 1945 -1955 onderbroken en werd, met andere politieke en cultuurhistorische uitgangspunten,   in de jaren 1970 voltooid. 
Een gedeelte van het gebouw is als museum in gebruik.  Er zijn onder andere replica's van de middeleeuwse rijksinsigniën te zien. Ook is het gebouwencomplex in de zomer het decor van openluchtconcerten van uiteenlopende aard.

## Fotogalerij

Rijksburcht Trifels - Reichsburg Trifels
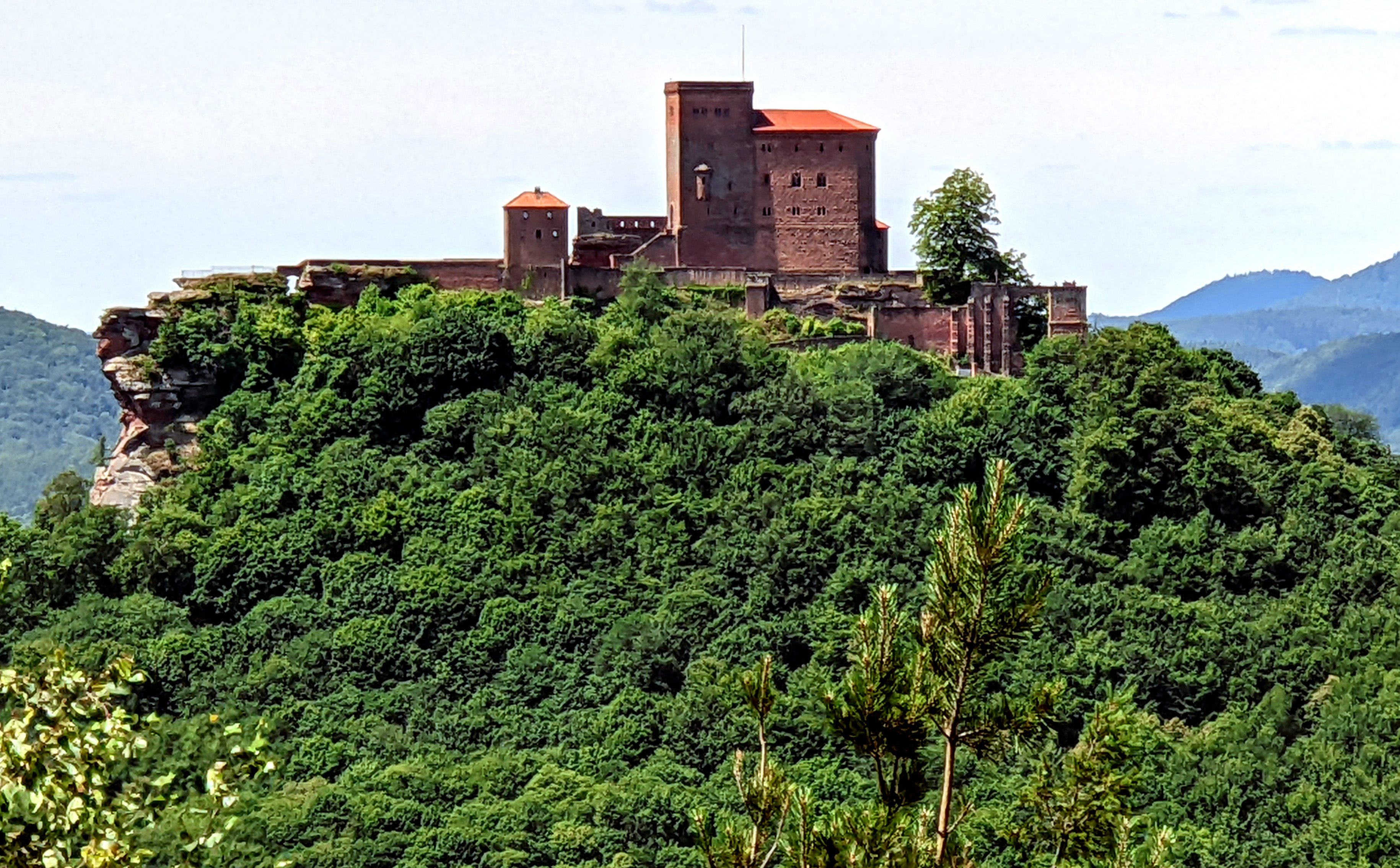
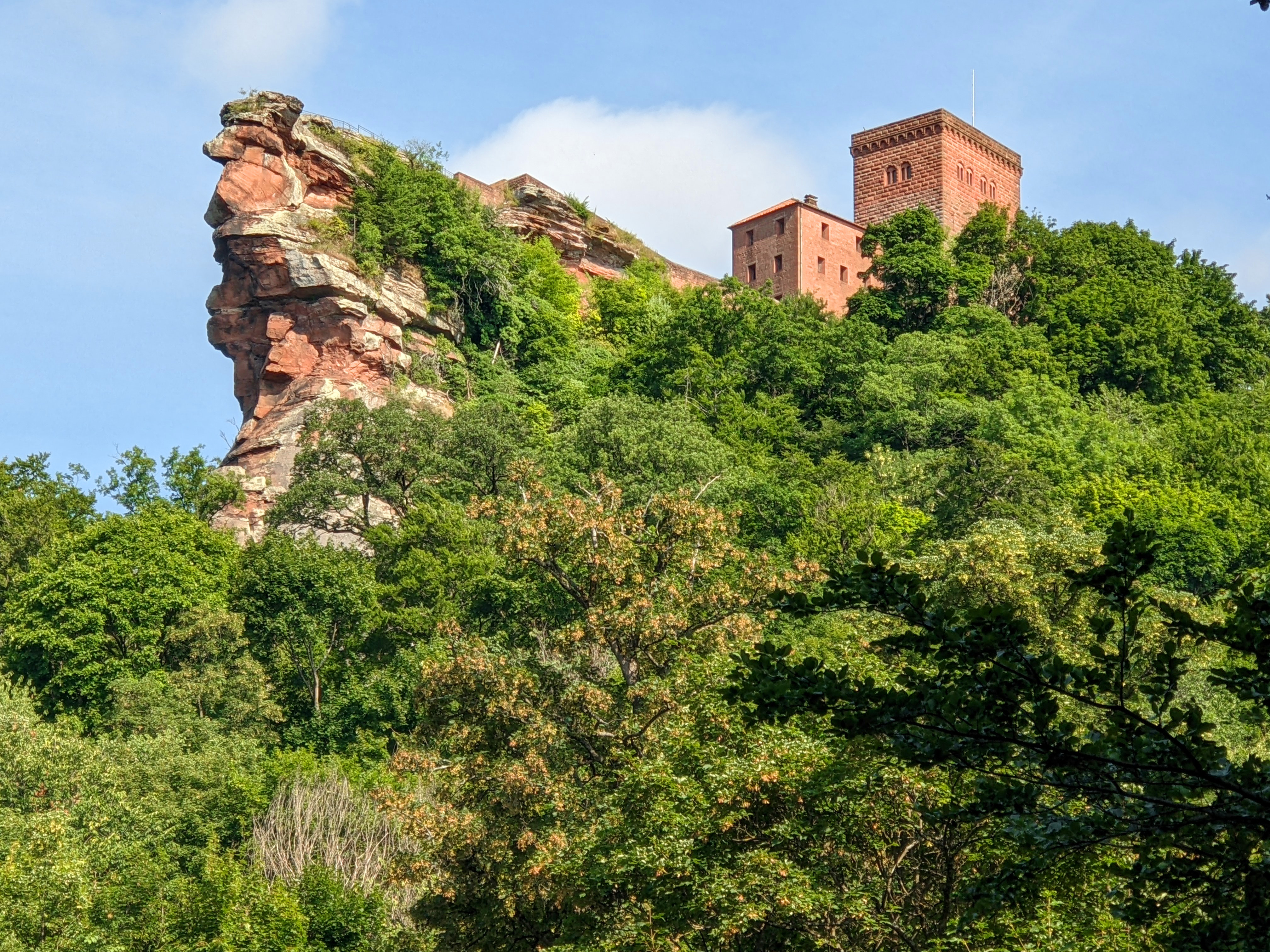
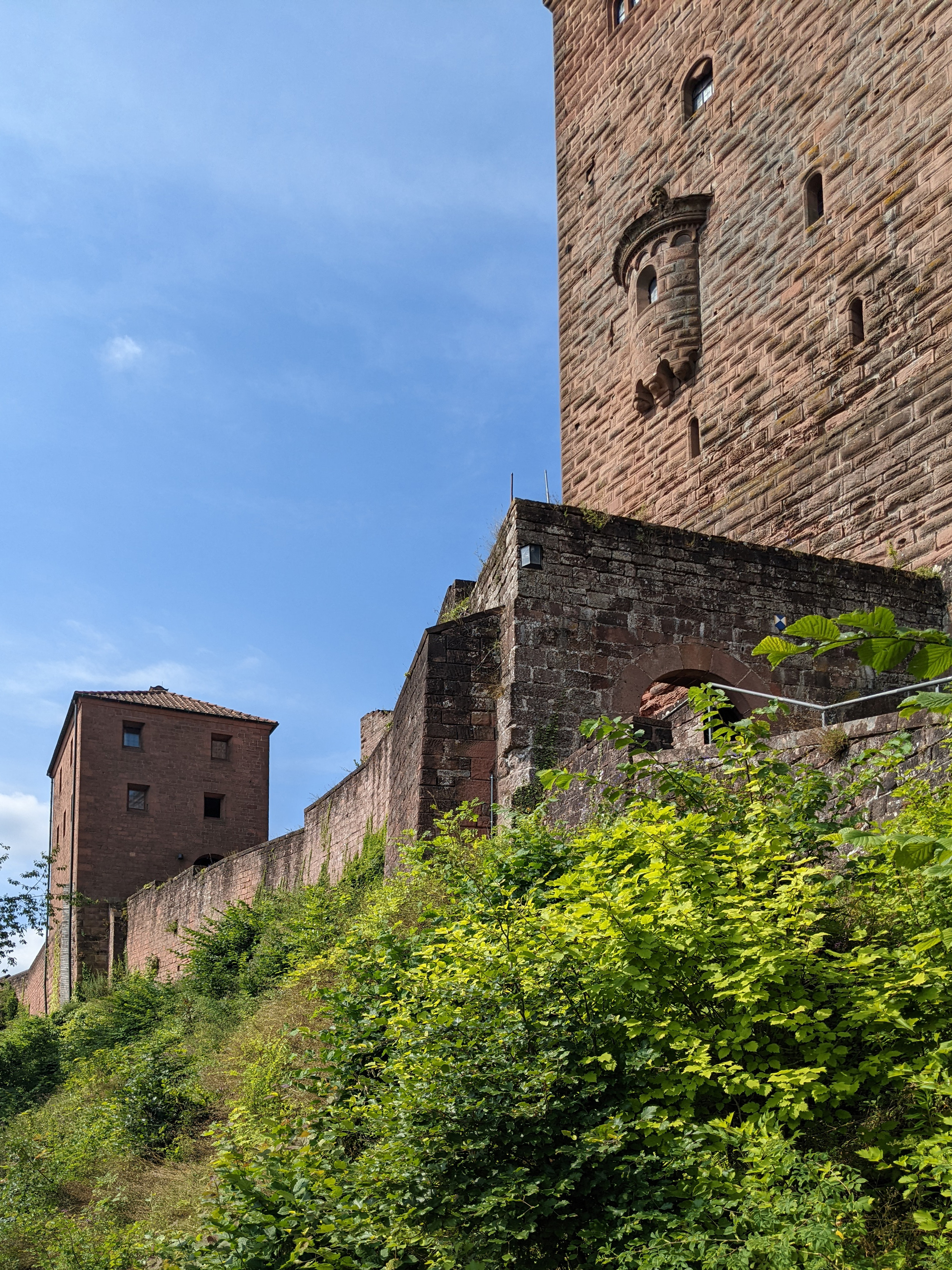
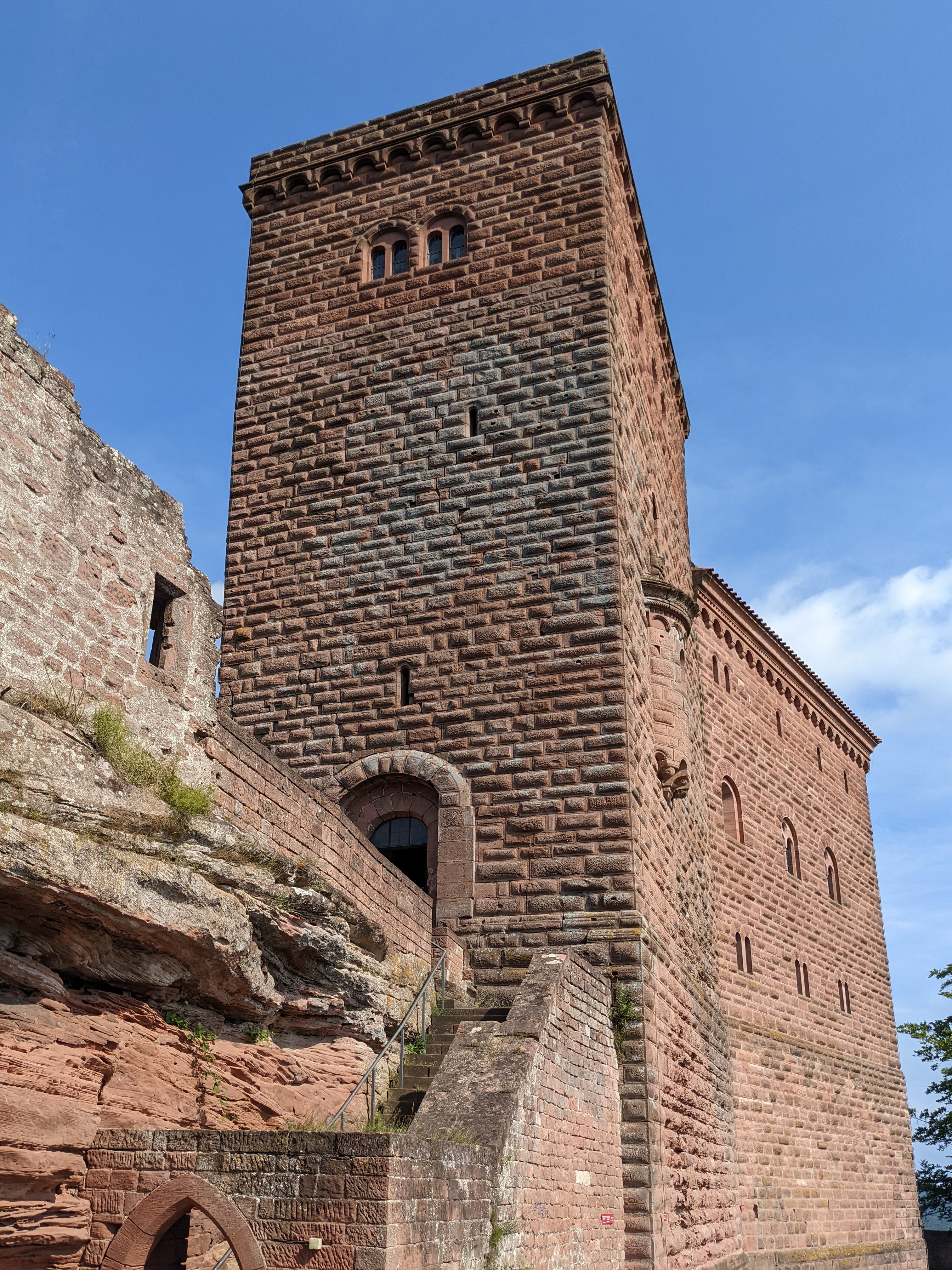
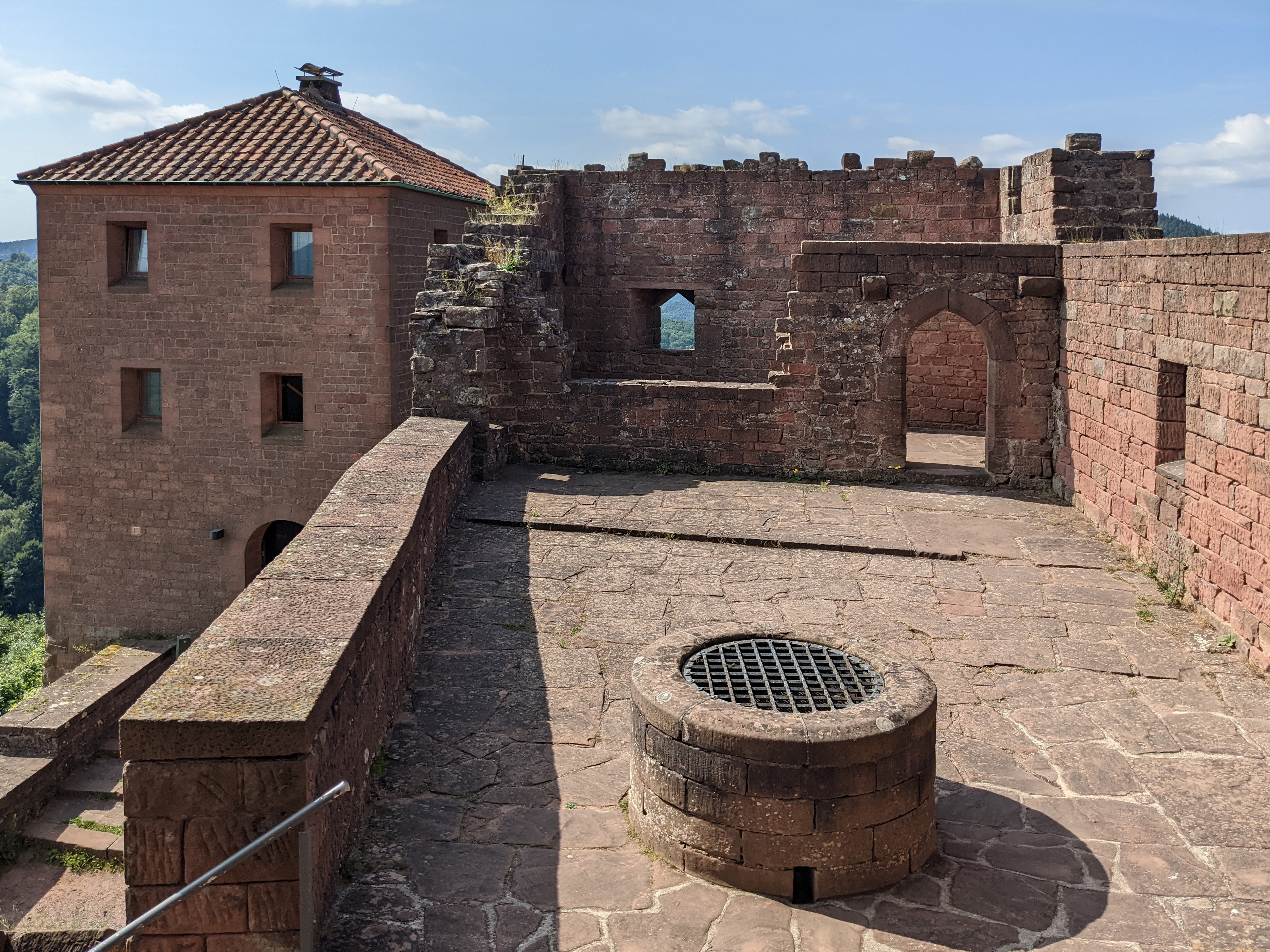
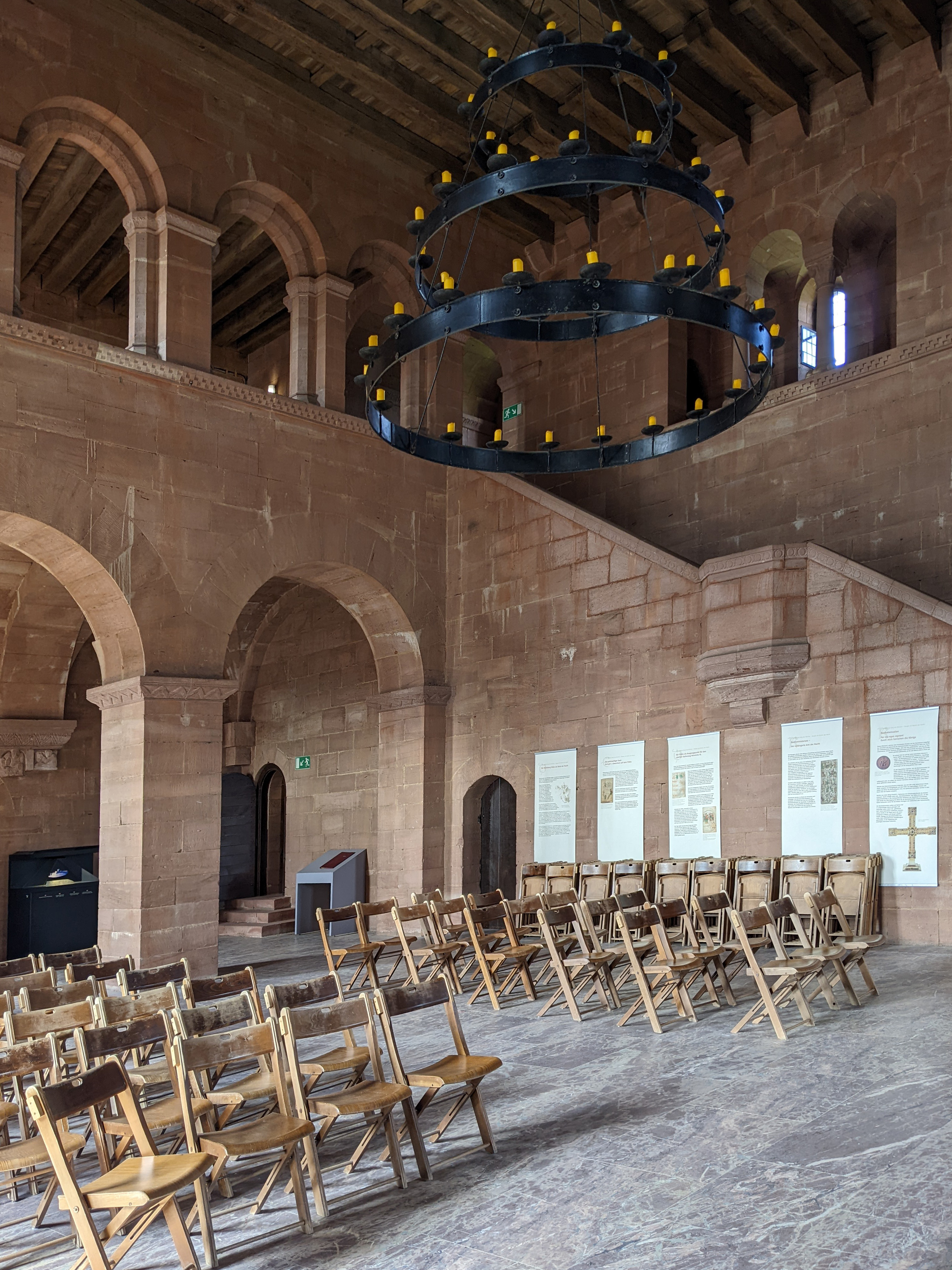
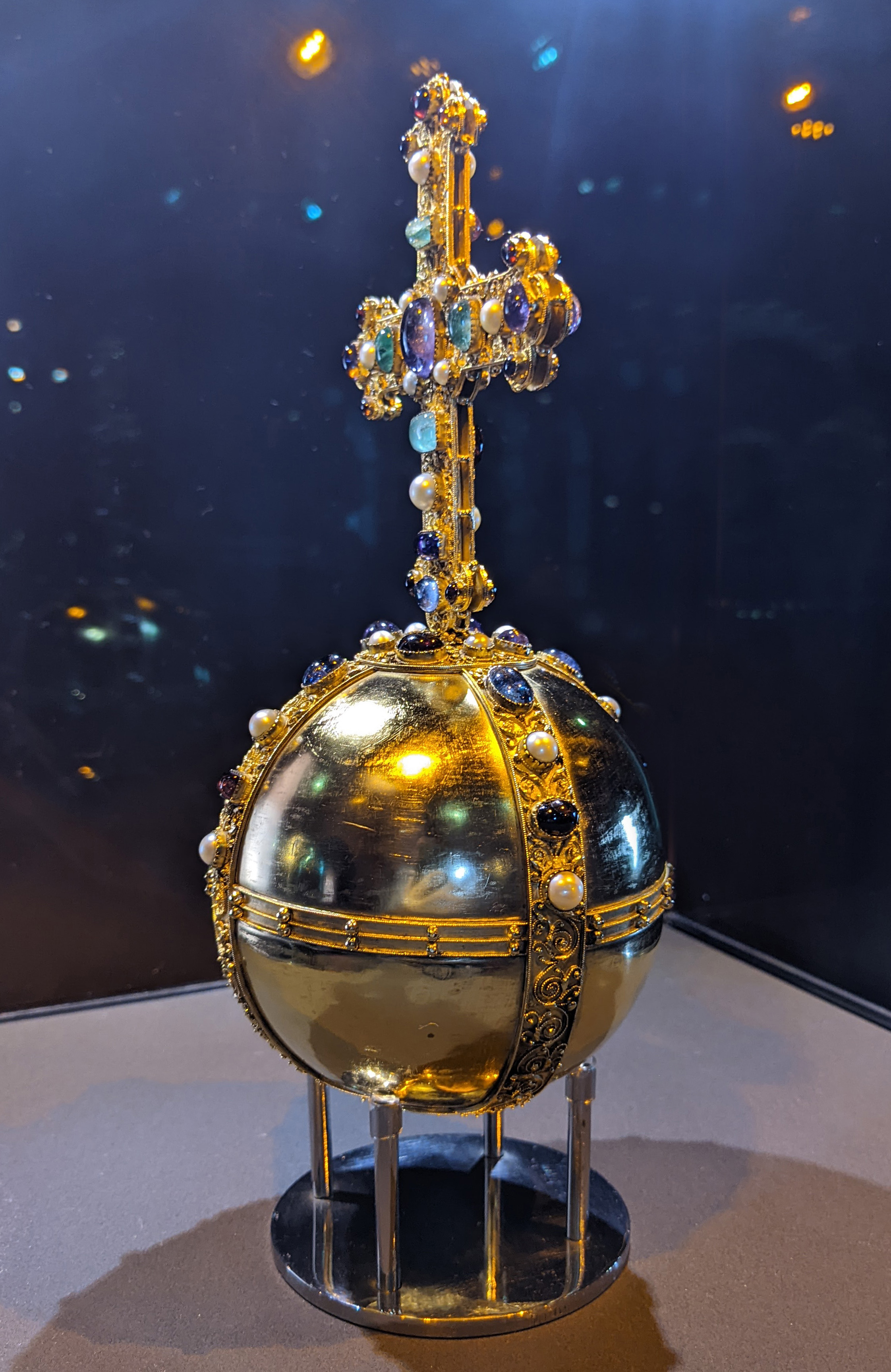
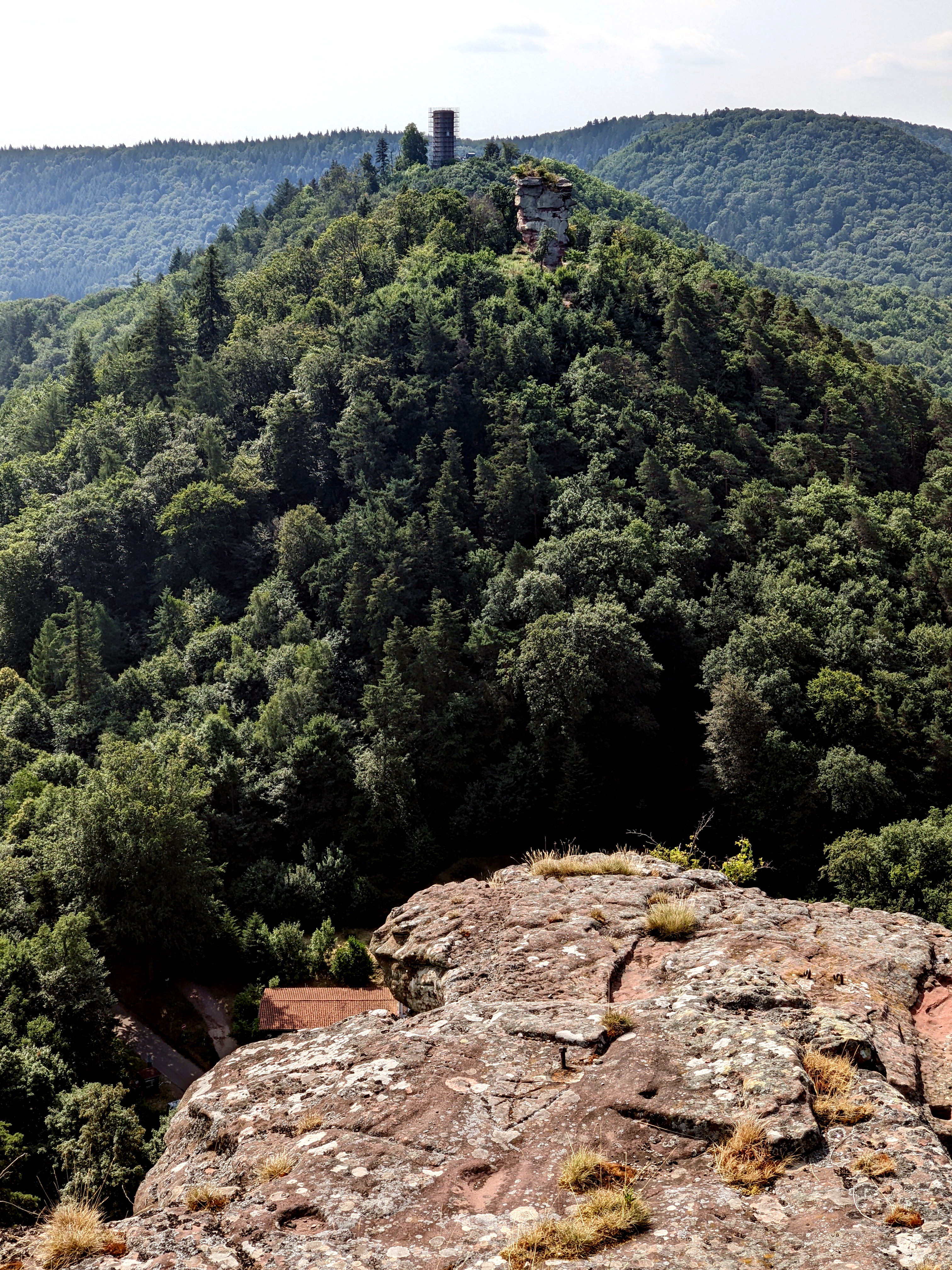